# Douglas Souza
Douglas Souza (n. 20 august 1995, Santa Bárbara d'Oeste, São Paulo, Brazilia) este un voleibalist ce a reprezentat Brazilia, medaliat olimpic. A participat la 2 ediții ale Jocurilor Olimpice (2016, 2020) în care a câștigat o medalie de aur.